# Unserfrau-Altweitra
Unserfrau-Altweitra est une commune autrichienne du district de Gmünd en Basse-Autriche.